# Hieracium sect. Vulgata
La sezione  Hieracium sect. Vulgata  (Griseb.) Willk. et Lange è una sezione di piante angiosperme dicotiledoni del genere Hieracium della famiglia delle Asteraceae.

## Etimologia
Il nome del genere deriva dalla parola greca hierax o hierakion (= sparviere, falco). Il nome del genere è stato dato inizialmente dal botanico francese Joseph Pitton de Tournefort (1656 - 1708) rifacendosi probabilmente ad alcuni scritti del naturalista romano Gaio Plinio Secondo (23 - 79) nei quali, secondo la tradizione, i rapaci si servivano di questa pianta per irrobustire la loro vista. Il nome della sezione (vulgata) significa "comune".
Il nome scientifico della sezione è stato definito dai botanici August Heinrich Grisebach (1814-1879), Heinrich Moritz Willkomm (1821-1895) e Johan Martin Christian Lange (1818–1898).

## Descrizione

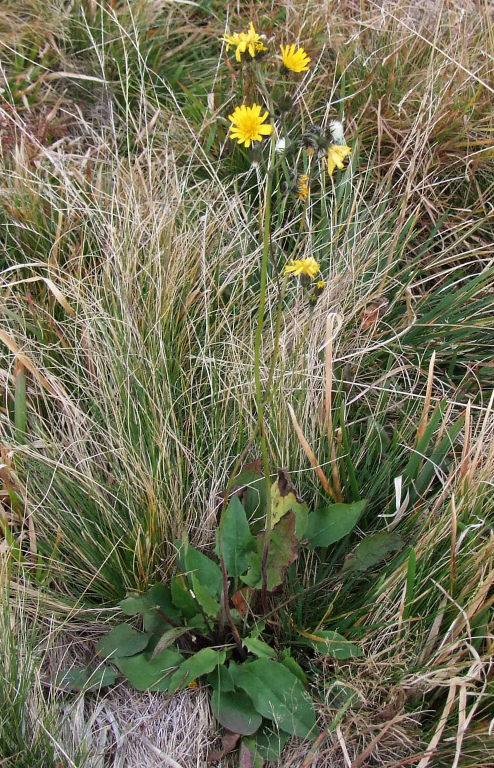
Il portamento
Hieracium lachenalii

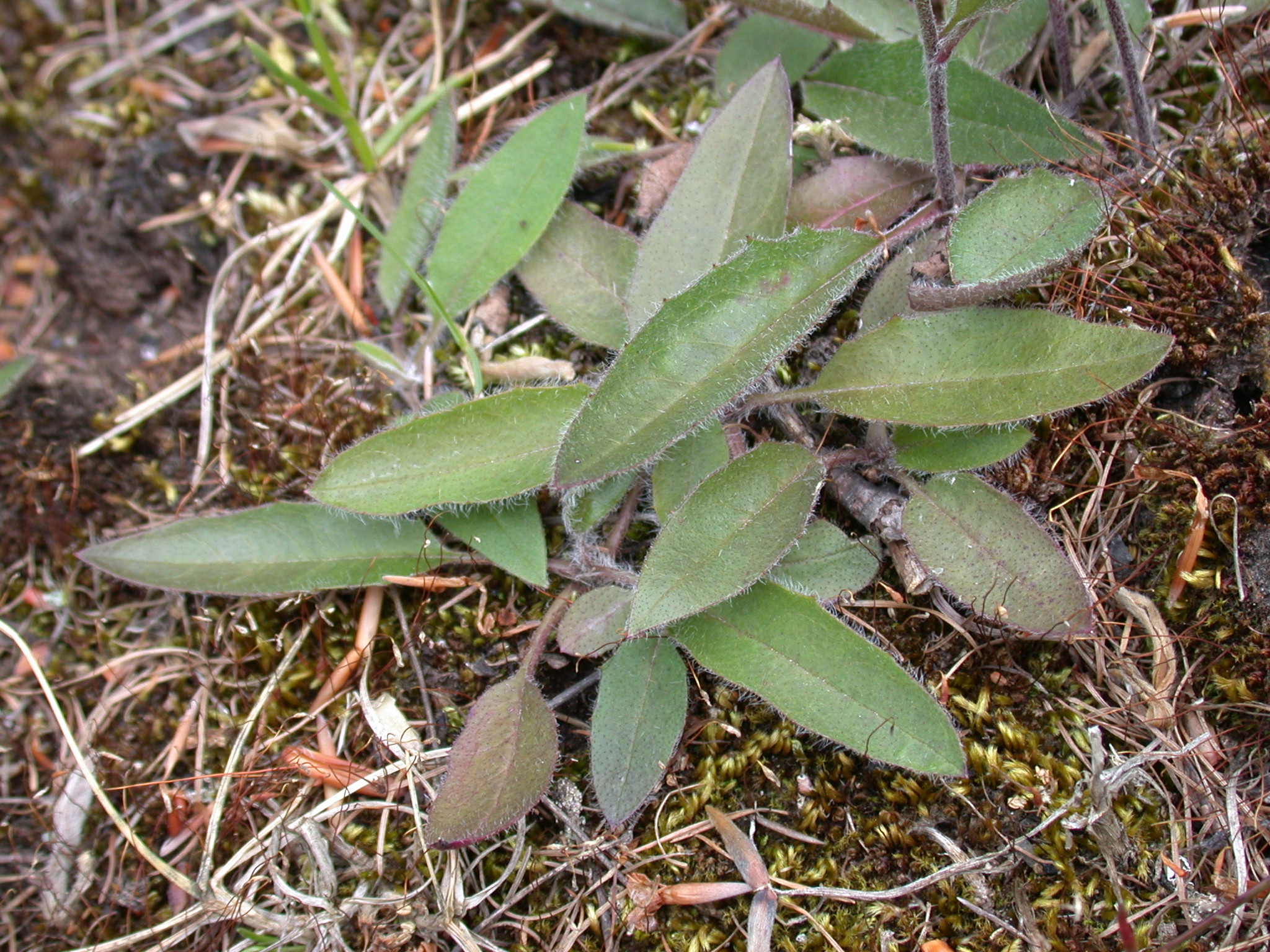
Le foglie
Hieracium lachenalii

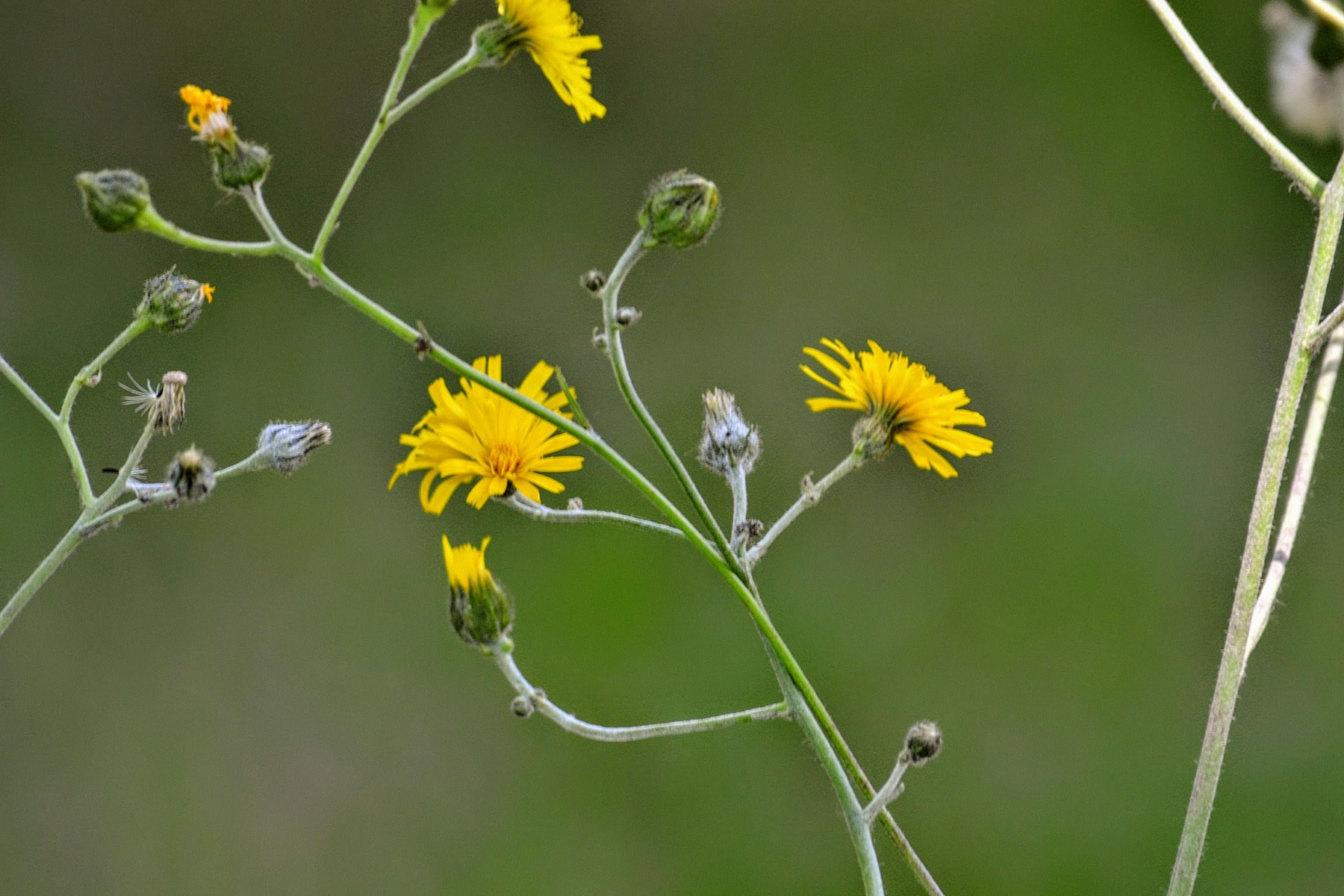
Infiorescenza
Hieracium lachenalii

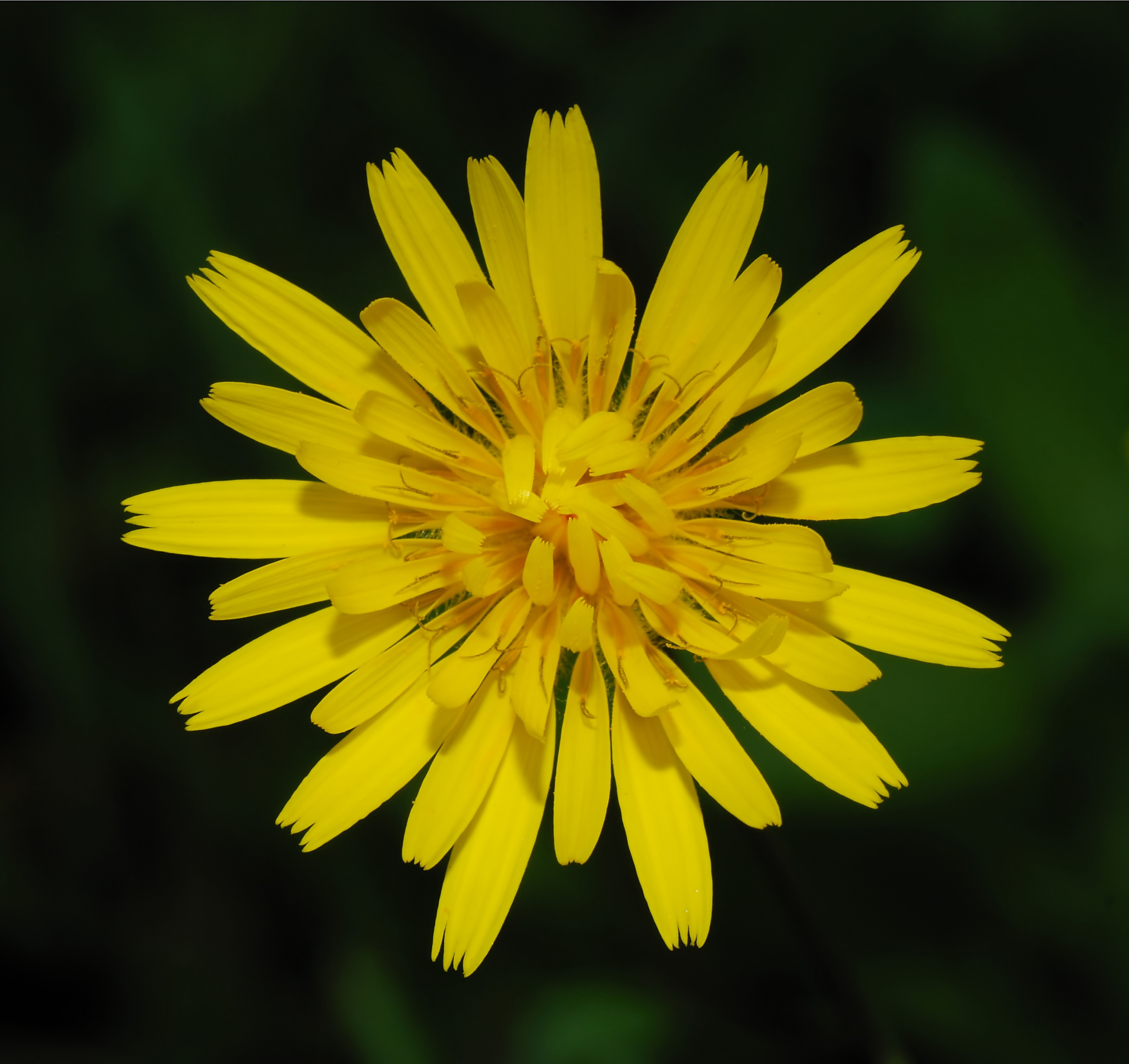
I fiori
Hieracium lachenalii

Habitus. La forma biologica prevalente è emicriptofita scaposa (H scap), ossia in generale sono piante erbacee (e aromatiche), a ciclo biologico perenne, con gemme svernanti al livello del suolo e protette dalla lettiera o dalla neve, inoltre spesso hanno l'asse fiorale eretto e privo di foglie (piante scapose), oppure le foglie basali sono assenti alla fioritura. Le specie di questo gruppo sono piante di tipo fillopode (raramente sono hypofillopode); inoltre i peli ghiandolari sui peduncoli dei capolini e sull'involucro sono densi (i semplici sono assenti; i stellati sparsi). Queste piante sono anche provviste di lattice (i vasi latticiferi sono anastomizzati), ma sono prive di stoloni.
Radici. Le radici sono secondarie da rizoma.
Fusto. La parte aerea del fusto è eretta, robusta, verde con ramosità più o meno copiosa. La superficie può essere sia glabra che pelosa. Le piante di questa sezione possono raggiungere un'altezza massima di 9 - 10 dm. La parte sotterranea spesso è un fittone.
Foglie. Le foglie si dividono in basali e cauline disposte in modo alternato. La lamina è intera con forme da lineari-strette a largamente ovate. I bordi possono essere continui o variamente dentati. La superficie può essere glabra o variamente pubescente. Le foglie basali (da 2 a 3) sono distintamente picciolate e quelle superiori sono abbraccianti. Le foglie cauline (da 3 a 8), sono colorate di verde e non sono macchiate.
Infiorescenza. La sinflorescenza è del tipo paniculato più o meno lassa con 3 - 8 rami e diversi capolini. L'acladio è di XXXX cm. Le infiorescenze vere e proprie sono formate da un peduncolo che sorregge un involucro composto da diverse brattee (o squame) disposte su 2 serie in modo embricato, all'interno delle quali un ricettacolo fa da base ai fiori tutti ligulati. L'involucro ha delle forme da emisferiche a semi-ellissoidi. Le brattee si dividono in esterne (non sempre presenti) e interne; quelle esterne (formano quasi un calice) sono da poche a una dozzina con forme da deltate a lanceolate o lineari; quelle interne possono arrivare a due dozzine ed hanno delle forme lineari-lanceolate con margini scariosi e apici acuminati con forme ottuse. Il ricettacolo è nudo, ossia senza pagliette a protezione della base dei fiori, e alveolato (il margine degli alveoli è brevemente dentato). Dimensione dell'involucro: 9 – 10 mm.
Fiori. I fiori (da 6 a 150) sono tutti del tipo ligulato, tetra-ciclici (ossia sono presenti 4 verticilli: calice – corolla – androceo – gineceo) e pentameri (ogni verticillo ha 5 elementi). I fiori sono inoltre ermafroditi e zigomorfi. In alcuni casi i fiori femminili sono "stilosi".
- Formula fiorale:

*/x K {\displaystyle \infty }, [C (5), A (5)], G 2 (infero), achenio
- Calice: i sepali del calice sono ridotti ad una coroncina di squame.
- Corolla: le corolle sono formate da un tubo e da una ligula terminante con 5 denti; il colore è giallo. Le ligule sono lunghe oltre l'involucro e spesso sono glabre.
- Androceo: gli stami sono 5 con filamenti liberi, mentre le antere sono saldate in un manicotto (o tubo) circondante lo stilo.[16] Le antere alla base sono acute. Il polline è tricolporato.[17]
- Gineceo: lo stilo è giallo (o più o meno scuro), è filiforme e peloso sul lato inferiore; gli stigmi dello stilo sono due divergenti. L'ovario è infero uniloculare formato da 2 carpelli. La superficie stigmatica è posizionata internamente (vicino alla base).[18]

Frutti. I frutti sono degli acheni con pappo. Gli acheni sono scuri a forma colonnare-obconica (o più o meno cilindrica) e sono ristretti alla base (e ingrossati all'apice), mentre la superficie (liscia o appena rugosa) è provvista di 8 - 10 coste che nella parte apicale confluiscono in un orlo anulare. Il pappo è formato 20 a 80 setole biancastre (o giallastre) semplici disposte su due serie (quelle interne sono più lunghe e più rigide, quelle esterne sono fragili). Dimensione degli acheni: 3 – 4 mm.

## Biologia
Antesi: la fioritura in genere è anticipata.

Impollinazione: l'impollinazione avviene tramite insetti (impollinazione entomogama tramite farfalle diurne e notturne).

Riproduzione: la fecondazione avviene fondamentalmente tramite l'impollinazione dei fiori (vedi sopra).

Dispersione: i semi (gli acheni) cadendo a terra sono successivamente dispersi soprattutto da insetti tipo formiche (disseminazione mirmecoria). In questo tipo di piante avviene anche un altro tipo di dispersione: zoocoria. Infatti gli uncini delle brattee dell'involucro (se presenti) si agganciano ai peli degli animali di passaggio disperdendo così anche su lunghe distanze i semi della pianta.

## Distribuzione e habitat
L'habitat tipico per queste specie sono i boschi di latifoglie e aghifoglie e in genere si trovano nelle Alpi e negli Appennini.

## Tassonomia
La famiglia di appartenenza di questa voce (Asteraceae o Compositae, nomen conservandum) probabilmente originaria del Sud America, è la più numerosa del mondo vegetale, comprende oltre 23.000 specie distribuite su 1.535 generi, oppure 22.750 specie e 1.530 generi secondo altre fonti (una delle checklist più aggiornata elenca fino a 1.679 generi). La famiglia attualmente (2021) è divisa in 16 sottofamiglie.

### Filogenesi
Il genere di questa voce appartiene alla sottotribù Hieraciinae della tribù Cichorieae (unica tribù della sottofamiglia Cichorioideae). In base ai dati filogenetici la sottofamiglia Cichorioideae è il terz'ultimo gruppo che si è separato dal nucleo delle Asteraceae (gli ultimi due sono Corymbioideae e Asteroideae). La sottotribù Hieraciinae fa parte del "quinto" clade della tribù; in questo clade è posizionata alla base ed è "sorella" al resto del gruppo comprendente, tra le altre, le sottotribù Microseridinae e Cichoriinae. Il genere  Hieracium (insieme al genere Pilosella) costituisce il nucleo principale della sottotribù Hieraciinae e formano (insieme ad altri generi minori) un "gruppo fratello" posizionato nel "core" delle Hieraciinae.
Il genere Hieracium è un genere estremamente polimorfo con maggioranza di specie apomittiche. Di questo genere sono descritte circa 1000 specie sessuali e oltre 3000 specie apomittiche, delle quali circa 250 e più sono presenti nella flora spontanea italiana.
I caratteri distintivi per il genere Hieracium sono:
- le piante non sono tutte vischiose;
- i fusti e le foglie hanno peli semplici o ghiandolari;
- i capolini sono numerosi;
- il colore dei fiori in genere è giallo carico;
- i rami dello stilo sono lunghi;
- le coste dell'achenio confluiscono in un anello;
- il pappo è formato da due serie di setole.

Le specie di questo genere, provviste di molte sottospecie, formano degli aggregati o sezioni con diverse specie incluse, altre sono considerati "intermediare" (o impropriamente ibridi in quanto queste specie essendo apomittiche non si incrociano e quindi non danno prole feconda) con altre specie. A causa di ciò si pongono dei problemi di sistematica quasi insolubili e per avere uno sguardo d'insieme su questa grande variabilità può essere necessario assumere un diverso concetto di specie. Qui in particolare viene seguita la suddivisione in sezioni del materiale botanico così come sono elencate nell'ultima versione della "Flora d'Italia".
La sezione XXII Vulgata, insieme alle sezioni Hieracium e Bifida comprendono la maggior parte delle specie di origine europea nelle fasi post glaciali. Sono caratterizzate dalla riduzione delle foglie cauline e dall'anticipo della data di fioritura. Continui fenomeni di apomissia hanno formato gruppi altamente reticolati ancora in via di differenziazione.
I caratteri distintivi per le specie di questa sezione sono:
- le specie di questo gruppo sono piante di tipo fillopode (raramente sono hypofillopode);
- i peli ghiandolari sui peduncoli dei capolini e sull'involucro sono densi (i semplici sono assenti; i stellati sparsi);
- le foglie basali sono distintamente picciolate e quelle superiori sono sono abbraccianti;
- le foglie cauline (da 3 a 8), sono colorate di verde e non sono macchiate;
- la fioritura è anticipata.

Il numero cromosomico delle specie della sezione è: 2n = 27 e 36 (specie diploidi, triploidi, tetraploidi e pentaploidi).

### Specie della flora italiana
Nella flora spontanea italiana, per la sezione di questa voce, sono presenti le seguenti specie (principali e secondarie o derivate):
Specie principale. Hieracium lachenalii  Suter, 1802 - Sparviere comune: l'altezza massima della pianta è di 30 – 70 cm (massimo 90 cm); il ciclo biologico è perenne; la forma biologica è emicriptofita scaposa (H scap); il tipo corologico è Europeo / Caucasico; l'habitat tipico sono i boschi di latifoglie (rovere e faggeti) e di aghifoglie, le aree con rododendri, lariceti e nardeti; in Italia è una specie molto comune nelle Alpi, mentre è molto rara negli Appennini, e si trova fino ad una quota compresa tra 400 e 2.000 m s.l.m.. Per questa specie sono riconosciute circa 50 sottospecie.
Caratteri principali: le foglie basali hanno delle forme da ellittiche a lanceolate con base della lamina lungamente attenuata nel picciolo; le foglie cauline sono da 3 a 8; i peli semplici in genere sono assenti.
Specie principale. Hieracium diaphanoides Lindeb, 1882 - Sparviere diafanoide: l'altezza massima della pianta è di 20 – 55 cm (massimo 80 cm); il ciclo biologico è perenne; la forma biologica è emicriptofita scaposa (H scap); il tipo corologico è Centro Europeo; l'habitat tipico sono i boschi di latifoglie (rovere e faggeti) e di aghifoglie; in Italia è una specie rara e si trova nelle Alpi fino ad una quota compresa tra 500 e 1.900 m s.l.m.. Per questa specie sono riconosciute circa 15 sottospecie.
Caratteri principali: le foglie basali hanno delle forme da ovate a ampiamente ellittiche con base della lamina troncata, arrotondata o brevemente attenuata; le foglie cauline sono da 2 a 4.
Specie principale. Hieracium maculatum  Schrank, 1789 - Sparviere maculato: l'altezza massima della pianta è di 30 – 70 cm (massimo 90 cm); il ciclo biologico è perenne; la forma biologica è emicriptofita scaposa (H scap); il tipo corologico è Europeo Sud Ovest / Europeo-Siberiano; l'habitat tipico sono i boschi di latifoglie (rovere e faggeti); in Italia è una specie molto rara e si trova nelle Alpi fino ad una quota compresa tra 100 e 800 m s.l.m.. Per questa specie sono riconosciute circa 25 sottospecie.
Caratteri principali: le foglie basali hanno delle colorazioni verde-glauche con distinte macchie; i peli semplici sono piuttosto densi.
Specie principale. Hieracium levicaule Jord., 1848 - Sparviere levicaule: l'altezza massima della pianta è di 30 – 60 cm (massimo 80 cm); il ciclo biologico è perenne; la forma biologica è emicriptofita scaposa (H scap); il tipo corologico è Europeo-Caucasico; l'habitat tipico sono i boschi di peccete, i lariceti, i rododendri e i nardeti; in Italia è una specie rara e si trova nelle Alpi fino ad una quota compresa tra 800 e 1.900 m s.l.m.. Per questa specie sono riconosciute circa 30 sottospecie.
Caratteri principali: le foglie basali hanno delle forme da ovate fino a ampiamente ellittiche; i peli semplici sono da sparsi a densi; i peli stellati sulle brattee involucrali sono densi con un aspetto grigio.
Specie principale. Hieracium caesium (Fr.) Fr., 1848 - Sparviere bluastro: l'altezza massima della pianta è di 30 – 50 cm (massimo 70 cm); il ciclo biologico è perenne; la forma biologica è emicriptofita scaposa (H scap); il tipo corologico è Centro e Nord Europeo; l'habitat tipico sono i boschi di peccete e lariceti; in Italia è una specie rara e si trova nelle Alpi fino ad una quota compresa tra 400 e 1.900 m s.l.m.. Per questa specie sono riconosciute circa 10 sottospecie.
Caratteri principali: le foglie basali hanno delle colorazioni verdi-glauche con macchie bruno-rossastre; le foglie cauline sono da 2 a 4; i peli ghiandolari sulle brattee involucrali sono assenti o sparsi, lunghi 0,2 - 0,4 mm; i peli stellati sulle brattee involucrali sono densi e di aspetto grigio.
Specie secondarie collegate a Hieracium caesium:
| Specie                                               | Caratteri                                            | Habitat                   | Distribuzione italiana           | Sottospecie                        |
| ---------------------------------------------------- | ---------------------------------------------------- | ------------------------- | -------------------------------- | ---------------------------------- |
| Hieracium saxifragum Fr., 1848[29]                   | Tra la specie H. schmidtii e la specie H. lachenalii | Cespuglieti e prati aridi | Alpi occidentali - Molto rara    | 2 sottospecie presenti in Italia   |
| Hieracium ramosum Waldst. & Kit. ex Willd., 1803[30] | Tra la specie H. caesium e la specie H. laevigatum   | Cespuglieti               | Trentino-Alto Adige - Molto rara | Una sottospecie presente in Italia |

#### Specie italiane alpine
Alcune specie di questa sezione vivono sull'arco alpino. La tabella seguente mette in evidenza i dati relativi all'habitat, al substrato e alla distribuzione di alcune di queste specie alpine.
| Specie | Comunità vegetali | Piani vegetazionali         | Substrato  | pH     | Livello trofico | H2O   | Ambiente | Zona alpina                                      |
| --- | ----------------- | --------------------------- | ---------- | ------ | --------------- | ----- | -------- | ------------------------------------------------ |
| H. caesium | 10                | montano                     | Ca - Ca/Si | basico | basso           | secco | C2 C3 F2 | CN BZ                                            |
| H. lachenalii | 14                | collinare montano subalpino | Si         | neutro | medio           | medio | B7 F7 I2 | tutto l'arco alpino (meno frequente a occidente) |
| Legenda e note alla tabella. Substrato: con “Ca/Si” si intendono rocce di carattere intermedio (calcari silicei e simili). Zona alpina: vengono prese in considerazione solo le zone alpine del territorio italiano (sono indicate le sigle delle province). Comunità vegetali: 10 = comunità delle praterie rase dei piani subalpino e alpino con dominanza di emicriptofite; 14 = comunità forestali Ambienti: B7 = parchi, giardini, terreni sportivi; C2 = rupi, muri e ripari sotto roccia; C3 = ghiaioni, morene e pietraie; F2 = praterie rase, prati e pascoli dal piano collinare al subalpino; F7 = margini erbacei dei boschi; I2 = boschi di latifoglie. |                   |                             |            |        |                 |       |          |                                                  |